# ترايانوس ديلاس
ترايانوس ديلاس (باليونانية: Τραϊανός Δέλλας)‏، من مواليد 31 يناير 1976 في سالونيكا في اليونان، لاعب كرة قدم يوناني.
بدأ مسيرته الكروية مع نادي أريس في موسم 1993/1994، وفي عام 1994 انتقل إلى نادي بانسيرايكوس، ولعب معهم حتى عام 1996، وشارك معهم في 39 مباراة وسجل 5 أهداف، وفي موسم 1996/1997 انتقل إلى نادي أريس، ولعب معهم 21 مباراة وسجل 4 أهداف، وفي عام 1997 انتقل إلى نادي شيفيلد يونايتد الإنجليزي، ولعب معهم حتى عام 1999، وشارك معهم في 26 مباراة وسجل 3 أهداف، وفي عام 1999 انتقل إلى نادي إيك أثينا، ولعب معهم حتى عام 2001، وشارك معهم في 40 مباراة وسجل 4 أهداف، وفي موسم 2001/2002 انتقل إلى نادي بيروجيا الإيطالي، ولعب معهم 8 مباريات، وفي عام 2002 انتقل إلى نادي روما الإيطالي، ولعب معهم حتى عام 2005، وشارك معهم في 42 مباراة وسجل 3 أهداف، ومنذ عام 2006 وهو يلعب مع نادي أيك أثينا.
و قد بدأ باللعب مع منتخب اليونان لكرة القدم في عام 2002.

## روابط خارجية
- ترايانوس ديلاس على موقع الاتحاد الأوربي (الإنجليزية)
- ترايانوس ديلاس على موقع قاعدة بيانات كرة القدم.إي يو (الإنجليزية)
- ترايانوس ديلاس على موقع ليكيب (الفرنسية)
- ترايانوس ديلاس على موقع ناشيونال فوتبول تيمز (الإنجليزية)
- ترايانوس ديلاس على موقع Soccerway.com (الإنجليزية)
- ترايانوس ديلاس على موقع عالم كرة القدم.نت (الإنجليزية)
- ترايانوس ديلاس على موقع كووورة